# Dialetto teochew
Il Teochew, anche chiamato Chaozhouhua, Tiechiu, Tiéchiu, Tie-chiw, Tiochiu, o Tiochew (caratteri cinesi: 潮州話; AFI: tie55-11 tsiu33 ue11) è un dialetto della lingua min nan. Il suo sistema di romanizzazione si chiama Peng'im e fa parte di quattro romanizzazioni dette "Guangdong Romanization" promulgate nel 1960 per romanizzare il Teochew, l'Hainanese, lo Yue/cantonese e l'Hakka. Le prime due opere europee che parlano di questo dialetto sono una grammatica di William Dean del 1842, "First Lessons in the Tie-chiw Dialect", e un vocabolario di guanhua con pronunce dialettali (tra cui il Teochew, chiamato "Tiéchiu") di Samuel Wells Williams, "An English and Chinese Vocabulary in the Court Dialect".

## Distribuzione geografica
È parlato nella regione orientale della provincia di Guangdong al sud della Cina.

## Classificazione
Il teochew appartiene alla famiglia linguistica min che, a sua volta, appartiene alle lingue sinitiche. Secondo Glossika, la mutua intelligibilità è valutata 50,4% fra il teochew e l'hokkien (un altro dialetto min parlato a Xiamen), 46,1% fra il teochew e il mandarino e 43,5% fra il teochew e il cantonese.
Come altre lingue, anche il teochew presenta diverse varietà in funzione della differente collocazione geografica. Dunque, le lingue teochew, in termini di loro prossimità linguistica, possono essere divise approssimativamente in tre sottogruppi:
1. sottogruppo di Shantou, comprendente Shantou (汕頭), Chaozhou (潮州), Jieyang (揭陽), Chenghai (澄海), Nan'ao (南澳), Raoping (饒平) e Jiexi (揭西);
2. sottogruppo di Chaopu, comprendente Chaoyang (潮陽), Puning (普寧), Huilai (惠來);
3. sottogruppo di Luhai, comprendente Shanwei (汕尾), Lufeng (陸豐) e Haifeng (海豐).

## Introduzione generale alla fonologia delle consonanti
|               |               | Bilabiale | Alveolare | Velare | Glottidale |
| ------------- | ------------- | --------- | --------- | ------ | ---------- |
| Nasali        | Nasali        | m         | n         | ŋ      |            |
| Occlusive     | aspirate      | pʰ        | tʰ        | kʰ     |            |
| Occlusive     | sorde         | p         | t         | k      | ʔ          |
| Occlusive     | sonore        | b         |           | ɡ      |            |
| Affricate     | aspirate      |           | tsʰ       |        |            |
| Affricate     | sorde         |           | ts        |        |            |
| Affricate     | sonore        |           | dz        |        |            |
| Fricative     | Fricative     |           | s         |        | h          |
| Approssimanti | Approssimanti |           | l         |        |            |

## Pronuncia puntuale del Teochew in base al Peng'im e sistema tonale
| Lettera, digrafo | IPA       | Spiegazione |
| ---------------- | --------- | --- |
| a                | /a/       | È una "a" di albero. |
| ê                | /e/       | È una "e" di elmetto, vocale chiusa. |
| e                | /ɯ/       | Senza il diacritico, è una "u" di ultimo ma senza tenere le labbra arrotondate (cioè non è vocale arrotondata/procheila, bensì aprocheila). |
| i                | /i/       | È una "i" di piccolo, vocale chiusa. |
| o                | /o/       | È una "o" di occhio, vocale arrotondata chiusa. |
| u                | /u/       | È una "u" di ultimo, vocale arrotondata chiusa. |
| ai               | /ai/      | È una "ai" di aitante, dittongo. |
| oi               | /oi/      | È una "oi" di poi, dittongo. |
| ao               | /au/      | È una "au" di auriga (la romanizzazione è fuorviante). |
| ou               | /ou/      | È una "ou" di sottoutilizzato, dittongo. |
| ia               | /ja/      | È una "ia" di piacere, dittongo. |
| io               | /jo/      | È una "io" di sciolto, dittongo. |
| iou              | /jou/     | È una "iou" di "ti ho utilizzato", trittongo. |
| iu               | /ju/      | È una "iu" di piuma, dittongo. |
| ua               | /wa/      | È una "ua" di quaglia, dittongo. |
| uai              | /wai/     | È una "uai" di guai, trittongo. |
| uê               | /we/      | È una "ue" di questo, dittongo |
| ui               | /wi/      | È una "ui" di qui, dittongo. |
| -n               | nasalizz. | È un segno ortografico a fine sillaba per indicare solo e unicamente la nasalizzazione della vocale, dittongo o trittongo. Tutte le vocali sono nasalizzabili. La nasalizzazione si ottiene pronunciando la vocale con il velo palatino/la parte morbida del palato grossomodo in zona uvulare rilassata. La nasalizzazione è presente pure negli Hokkien e in shanghainese. Tre esempi sono uan 鞍, ion 羊 e ain 愛, da cui si ricava che la nasalizzazione, come in Hokkien e shanghainese, deriva dalla caduta di una codina nasale a fine sillaba (ma in 愛 sembra una semplice aggiunta posteriore). Dai primi due esempi si ricostruisce *-n e *-ng cadute.         |
| n-               | /n/       | Se usata come iniziale, è una "n" di nave, consonante sonora. Una consonante si dice sonora se il palmo della mano intorno alla gola sente le vibrazioni delle corde vocali durante la pronuncia. Si paragonino "ffff" e "ssss" a "mmmm" e "vvvv". |
| -m, m-           | /m/       | È una "m" di mano, consonante sonora che si può trovare a fine sillaba come codina nasale (deriva dal Primo Cinese Medio e Old Chinese). |
| -ng, ng-         | -/ŋ/      | È una "n" di panca, consonante sonora pronunciata con il dorso della lingua sulla zona tondeggiante del palato. |
| bh               | /b/       | È una "b" di balena, consonante sonora (la "h" indica la vibrazione delle corde vocali). |
| b                | /p/       | È una "p" di palla, consonante sorda. |
| p                | /pʰ/      | È una "p" di palla, sorda e con aspirazione sorda (cioè accompagnata da uno sbuffo d'aria). La romanizzazione è identica al pinyin. |
| d                | /t/       | È una "t" di tavolo, consonante sorda. |
| t                | /tʰ/      | È una "t" di tavolo, sorda e con aspirazione. La romanizzazione è identica al pinyin. |
| gh               | /g/       | È una "g" di gatto, consonante sonora. |
| g                | /k/       | È una "c" di cane, consonante sorda. |
| k                | /kʰ/      | È una "c" di cane, sorda e con aspirazione. La romanizzazione è identica al pinyin. Molte palatalizzazioni avvenute in cinese moderno non avvengono nel Teochew. |
| r                | /d͡z/      | È una "z" di zanzara, sonorizzata (come nel Norditalia, cioè accompagnata dalla vibrazione delle corde vocali). La romanizzazione è abbastanza fuorviante. Vi converge *ny- del Primo Cinese Medio (in putonghua, queste sillabe iniziano in R-). |
| z                | /t͡s/      | È una "z" di zanzara, sorda (o denosorizzata). |
| c                | /t͡sʰ/     | È una "z" di zandara, sorda e aspirata. La romanizzazione è identica al pinyin. |
| h-               | /h/       | È un'aspirazione sorda come nell'inglese have. Vi convergono anche le sillabe che oggi in cantonese e putonghua hanno /f/, che derivano da tre antichi suoni bilabiali (in Primo Cinese Medio, erano *bj-, *pj-, *phj-) già presenti dall'Old Chinese. |
| l                | /l/       | È una "l" di leva, consonante sonora. Vi converge /d/ (ipoteticamente "dh" e ricostruibile per esempio dal putonghua, cantonese, vietnamita, pronunce giapponesi go-on e Tardo Coreano Medio) |
| -b               | /p̚/       | È uno stop senza rilascio udibile di suono a fine sillaba, ereditato dall'Old Chinese e Cinese Medio. In altre parole, la vocale (mai nasale in Teochew in questi contesti) viene interrotta dalle labbra che si serrano, come se si stesse per pronunciare una /b/ che non si pronuncerà mai. |
| -g               | /k̚/       | È uno stop senza rilascio udibile di suono che stavolta assomiglia a una /k/: la lingua si limita a ostruire il suono, senza pronunciare assolutamente nulla. Vi converge *-t /t̚/ (in Peng'im, un ipotetico -d). Nel dizionario di guanhua di Samuel Wells Williams (1842), contenente pure la pronuncia in Teochew ottocentesco, viene segnalata -t. Per consultare questo dizionario utile come molte altre opere antiche europee per ricerche filologiche, comunque bisogna ricostruire la romanizzazione di Williams con qualche comparazione: per esempio, Williams segnala le aspirazioni con un apostrofo (e.g. ta < t'a), come nel Wade-Giles.                    |
| -h               | /ʔ/       | È uno stacco glottale/colpo di glottide, una consonante che si può immaginare come un lieve colpetto di tosse. Si trova a fine sillaba ma non con vocali nasalizzate. Deriva perlopiù da caduta di stop come *-k, fenomeno che avviene in shanghainese, fuzhouhua, Primo Mandarino (parlato durante il khanato mongolo/Dinastia Yuan), guanhua e nei dialetti settentrionali. In cantonese, tutti gli stop sono preservati. Negli Hokkien e nel Teochew, parte degli stop si lenisce in uno stacco glottale. Questa "h" si trova scritta a fine sillaba (idem nella romanizzazione dell'Hokkien. Nello shanghainese si può trovare come -"h" o -"q" o come un apostrofo). |

Nel 1960 il Peng'im fu promulgato insieme ad altre tre romanizzazioni (dette tutte insieme "Guangdong Romanization"), di cui una per il Teochew (ovvero il Peng'im), una per il cantonese (non usata, siccome le più usate sono la Yale, lo Jyutping e talvolta il Lau), una per l'hainanese (un dialetto Min; la variante di prestigio è quella di Wenchang) e una per l'Hakka (ovvero il Pinfa; la variante di prestigio è quella Meixian parlata a Meizhou). Ognuna di esse meriterebbe una tabella a sé, con un'eventuale tavola riassuntiva che dia una grande visione d'insieme della Guangdong Romanization. Studiando il Peng'im, il lettore potrebbe imbattersi nella dicitura "Guangdong Romanization" e/o trovare suoni estranei, come ad esempio ü /y/, ê /ø/ (vocale arrotondata chiusa), é /œ/ (vocale arrotondata aperta), tutti e tre presenti nello schema per il cantonese. /v/ è presente in Pinfa, mentre "ê" e "o" cambiano in /ɛ/ e /ɔ/ aperti in Pinfa. In hainanese, "h" muta in /x/, mentre /h/ viene romanizzata con "hh". La "ê" resta aperta ma non ha più il circonflesso, mentre "o" /ɔ/ resta aperta. Tutti e quattro i sistemi segnalano gli stop come -b, -d e -g. Ad ogni modo, sono un'unica promulgazione di 4 schemi diversi per 4 dialetti diversi, tutti accomunati dall'essere meridionali (due Min, lo Yue, l'Hakka).

### Toni del Peng'im (Teochew/Chaozhou)
Il Teochew ha 8 toni, rappresentati con diacritici o con le cifre come nel pinyin corrente. Di questi otto, due sono toni entranti, cioè seguiti sempre da uno stop senza rilascio udibile di suono o dallo stacco glottale. L'intonazione è tracciata con dei numeri: 5 indica il registro acuto, mentre 1 il grave (la "partenza" immaginaria è sempre il registro grave). Ai toni è aggiunto il nome tradizionale (anche se può non corrispondere a causa dell'evoluzione: in certi dialetti, toni indicati come crescenti o pianeggianti si pronunciano in tutt'altro modo). Se si desidera pronunciare i toni, si immagini di dividere la propria voce in tre registri senza forzarla: registro acuto, medio/mediano e grave.
| Cifra | Esempio +diacritico | Nome | Intonazione    | Spiegazione |
| ----- | ------------------- | ---- | -------------- | --- |
| 1     | a (詩、分)          | 陰平 | 33             | Intonazione piana/piatta nel registro medio. |
| 2     | á (死、粉)          | 陰上 | 52             | Dal registro grave, decresce in quello grave (dal nome del tono, anticamente era crescente e "yin", cioè si trovava nel registro acuto, che non ha una voce calda e profonda, "yang"). |
| 3     | à (世、訓)          | 陰去 | 213            | Grossomodo dal registro medio, scende nel grave e risale nel medio (dal nome del tono, anticamente era decrescente).                                                                   |
| 4     | ah (薛、忽)         | 陰入 | 2 +p̚/k̚/ʔ (e t̚) | Siccome è un tono entrante, è un'intonazione nel registro grave seguita da uno stop o stacco glottale.                                                                                 |
| 5     | â (時、雲)          | 陽平 | 55             | Intonazione piana nel registro acuto |
| 6     | ă (是、混)          | 陽上 | 35             | Dal registro medio, sale a quello acuto. |
| 7     | ā (示、份)          | 陽去 | 11             | Intonazione piana nel registro grave (dal nome del tono, anticamente era decrescente).                                                                                                 |
| 8     | áh (蝕、佛)         | 陽入 | 4 +p̚/k̚/ʔ (e t̚) | Siccome è un tono entrante, è un'intonazione nel registro acuto seguita da uno stop o stacco glottale.                                                                                 |

## Grammatica

### Pronomi
|                 | Singolare | Singolare                     | Plurale      | Plurale      | Plurale              |
| Prima persona   | 我 ua2    | Io / mi                       | Inclusivo    | 俺 naŋ2      | Noi / ci             |
| Prima persona   | 我 ua2    | Io / mi                       | Exclusivo    | 阮 ŋ2        | Noi / ci             |
| Seconda persona | 汝 lɤ2    | Tu / ti                       | 恁 niŋ2      | 恁 niŋ2      | Voi / vi             |
| Terza persona   | 伊 i1     | Lui / lo / gli; lei / la / le | 伊人 i1 naŋ5 | 伊人 i1 naŋ5 | Loro / li / le / gli |